# ジョッキークラブ大賞 (イタリア)
ジョッキークラブ大賞（Gran Premio del Jockey Club）はイタリアのロンバルディーア州ミラノにあるサンシーロ競馬場で行われる芝2400メートルの競馬の競走である。グループ制ではG2に類される。
例年10月に行われイタリアの後半戦最強馬決定戦として位置付けられている。また、イタリア国外からの参戦馬も多く、最近ではほとんど外国馬が勝利している。
2016年まではG1に格付けされていた。

## 開催競馬場
- サンシーロ競馬場（1921年 - 現在）

## 距離
- 1800メートル（1921年 - 1925年）
- 2000メートル（1926年 - 1927年）
- 2400メートル（1928年 - 現在）

## 歴史
- 1921年：創設
- 1942年：第二次世界大戦のため中止

## 主な勝ち馬
- 1935年：ピラデ
- 1955年：リボー
- 1961年：モルヴェド
- 1987年：トニービン
- 1989年：アサティス
- 1993年：ミシル
- 1994年：ランド
- 1996年：シャントゥ
- 1997年：カイタノ
- 2000年：ゴールデンスネイク
- 2001年：クツブ
- 2002年：ブラックサムベラミー
- 2003年：エクラール
- 2004年：シロッコ
- 2005年：チェリーミックス
- 2006年：レイヴロック
- 2007年、2009年：スキャパレリ
- 2010年：レインボーピーク
- 2011年：カンパノロジスト
- 2012年：ノヴェリスト
- 2013年：アールオブティンスダル
- 2014年：Dylan Mouth[2]
- 2015年：Lovelyn[3]
- 2016年：Ventura Storm[4]
- 2017年：Full Drago[5]
- 2018年：Raymond Tusk[6]
- 2019年：Donjah [7]
- 2020年：Walderbe[8]
- 2021年：Road To Arc
- 2022年：Sisfahan[9]
- 2023年：Que Tempesta[10]
- 2024年：Straight[11]